# Callidium angustipennis
Callidium angustipennis är en skalbaggsart som beskrevs av Chemsak 1964. Callidium angustipennis ingår i släktet Callidium och familjen långhorningar. Inga underarter finns listade.